# ティーボー
ティーボー王（Thibaw Min; ビルマ語: သီပေါ‌မင်း, ALA-LC翻字法: Sīpo Maṅʻ", ビルマ語発音: [θìbɔ́ mɪ́ɰ̃], 1859年1月1日 - 1916年12月19日）は、コンバウン王朝の最後の国王（在位：1878年10月1日 - 1885年11月29日）。

## 略歴
開明的なミンドン王が1878年に病死すると、力が弱く若い王子だからこそ影響力を強めて自国の改革と近代化を推し進められると考えた国務院の推挙を受け、21歳で即位した。しかし、翌年にはスパラヤッ王妃を含む保守派の巻き返しによって改革派は失脚し、前王の王子31人、娘9人が捕えられて処刑され、王国の近代化は挫折した。イギリスを牽制するため、フランスに接近したことから第三次英緬戦争が勃発してコンバウン王朝は滅亡し、ビルマはイギリス領インド帝国に併合された。
1885年11月25日、ティーボーとスパラヤッ王妃、そして4人の王女たち（長女・Hteiksu Myatpayagyi、次女・Hteiksu Myatpayalat、三女・Hteiksu Myatpaya、四女・Hteiksu Myatpayalay）は、わずかな付き人と共にボンベイの南にあるラトナーギリに追放されて細々と暮らしたが、1910年には植民地政府の資金で建設された宮殿に移住し、1916年に57歳で死亡した。